# Chaguaramas (Guárico)
Chaguaramas ist eine Stadt im Bundesstaat Guárico, Venezuela, Verwaltungssitz der gleichnamigen Gemeinde. Die Gemeinde hatte im Jahr 2011 8866 Einwohner.

## Geographie
Das Dorf befindet sich im nördlichen Gebiet der venezolanischen Llanos.

## Geschichte
Das Dorf wurde 1728 von den Spaniern gegründet. Früher wohnten hier Cumanagoto-Indianer.

## Sehenswürdigkeiten
- San Lorenzo Mártir-Kirche
- Bolívar-Platz
- Öffentliche Bibliothek Flor De María Manuitt
- Kulturzentrum "Cruz Arnaldo Meneses".
- Primero-Platz
- Stausee